# قوم سفید

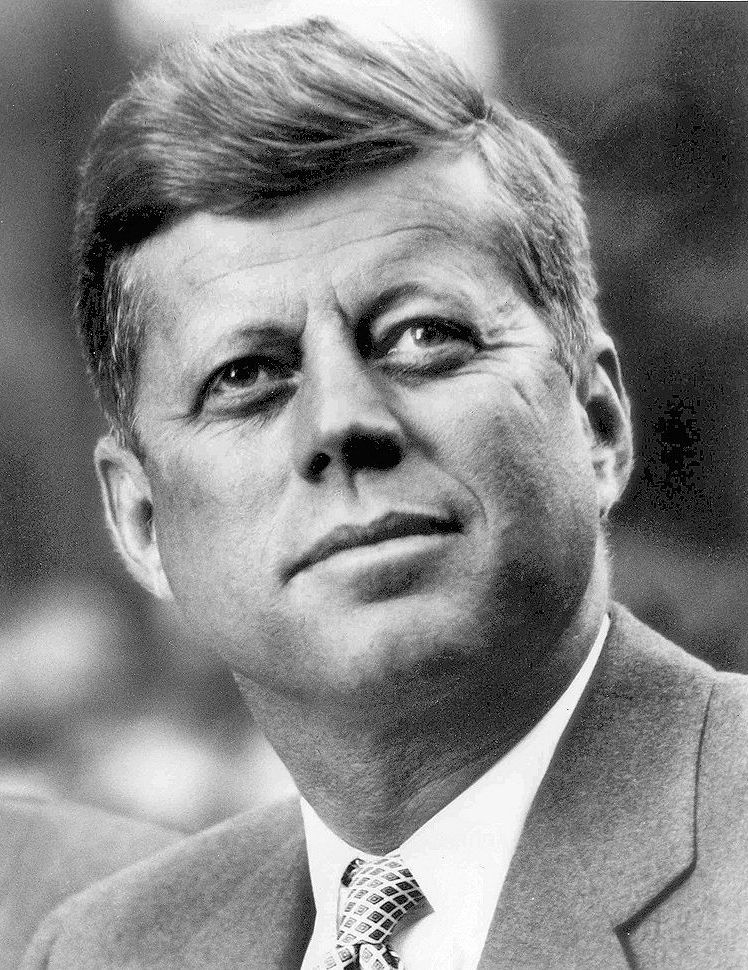
جان اف کندی، سی و پنجمین رئیس‌جمهور ایالات متحده و اولین رئیس‌جمهور نژاد سفیدپوست

قوم سفید (به انگلیسی: White ethnic) اصطلاحی است که برای اشاره به سفیدپوستان آمریکایی استفاده می‌شود که اهل سنت قدیمی یا پروتستان سفید آنگلو-ساکسون نیستند. این قوم از تعدادی گروه مجزا تشکیل شده‌اند و تقریباً ۶۹٫۴٪ از جمعیت سفیدپوستان در ایالات متحده را تشکیل می‌دهند. این اصطلاح معمولاً به نوادگان مهاجرانی که از جنوب، مرکز و شرق اروپا، ایرلند، قفقاز و فرانسه (مناطق فرانسوی‌زبان کانادا) آمده‌اند، اشاره دارد.

## تاریخ
در قرن نوزدهم، توسعه صنعتی آمریکا باعث شد میلیون‌ها مهاجر از اقصی نقاط اروپا به ایالات متحده مهاجرت کنند. بسیاری برای تأمین نیروی کاری که برای رشد صنعتی شمال شرق و غرب میانه نیاز بود، کوچیدند و انبوهی از مهاجران با پیشینهٔ پروتستان غیر بریتانیایی یا غیر آلمانی در شهرهای رو به رشد این کشور مستقر شدند. این موج مهاجرت تا سال ۱۹۲۴ ادامه یافت، زمانی که کنگره قانون جانسون-رید را تصویب کرد، که مهاجرت را به‌طور کلی و به ویژه از کشورهای اروپای جنوبی و شرقی محدود می‌کرد. علاوه بر این، شروع رکود بزرگ در دهه ۱۹۳۰ به عنوان یک عامل بازدارنده برای مهاجرت بیشتر به ایالات متحده از اروپا عمل کرد.
قوم سفیدپوست که به واسطه نژاد، مذهب و شرایط اقتصادی از طبقه حاکم جدا شده بودند، حس هویتی قوی و متمایز از فرهنگ اکثریت را حفظ کردند. در اوایل قرن بیستم، بسیاری از اقوام سفیدپوست به نیروی کار ضعیف یا غیر ماهر تنزل یافتند. آن‌ها اغلب در معرض تبعیض قومی و بیگانه هراسی قرار داشتند و با کلیشه‌ها مورد تحقیر قرار می‌گرفتند. اندرو دیکسون وایت، مورخ و اصلاح‌طلب، اظهار تاسف کرد که در شهرهای آمریکا، «جمعی از دهقانان بی‌سواد، که تازه از باتلاق‌های ایرلند، معادن بوهمیا، یا لانه‌های دزدان ایتالیایی بیرون آمده‌اند، ممکن است کنترل بالقوه‌ای یابند». مذهب عامل بزرگ دیگری در این بیگانه ماندن از جامعه آمریکا بود. برخلاف اکثریت پروتستان و آنگلو-ساکسون، اقوام سفید به مذاهب کاتولیک، مسیحیت ارتدوکس شرقی یا یهودیت تمایل داشتند. این تفاوت‌های قومی، فرهنگی و مذهبی، آن‌ها را واداشت تا در دوران پس از جنگ، هویتی قوی و مجزا از بقیه آمریکا یابند.
در دهه‌های ۱۹۵۰ و ۱۹۶۰، حاشیه نشینی باعث شد بسیاری از افراد جوان قوم سفید، که بسیاری از آنها جانباز شده بودند، شهر را ترک کرده و در حومه‌های در حال رشد کشور ساکن شدند، به این امید که به یک طبقه اقتصادی بالاتر راه یابند. در دهه‌های ۱۹۶۰ و ۱۹۷۰، چندین سازمان قومیتی برای ترویج فرهنگ و علایق قوم سفید تأسیس شدند و جلب توجه کردند. در همان زمان، قوم سفید بیشتر درگیر حیات سیاسی آمریکا در سطح ملی شد و طبقه حاکم اکثریت پروتستان را برای رسیدن به قدرت سیاسی بیشتر به چالش کشید.
با انتخاب جان اف کندی به عنوان رئیس‌جمهور در سال ۱۹۶۰، اولین بار یک نفر از قوم سفید (کاتولیک ایرلندی) به عنوان رئیس‌جمهور انتخاب شد. با این حال، این اولین بار نبود که یک سفید برای ریاست جمهوری نامزد می‌شود؛ پیشتر، ال اسمیت، یک کاتولیک، اولین نفر از قوم سفید بود که با یک حزب اصلی نامزد ریاست جمهوری شد و بری گلدواتر، یک اسقف، اولین کاندیدای ریاست جمهوری حزب اصلی با میراث یهودی بود. جو لیبرمن اولین یهودی بود که با یک حزب اصلی نامزد معاونت رئیس‌جمهور می‌شد. در صورت انتخاب، مایکل دوکاکیس اولین رئیس‌جمهور یونانی-آمریکایی و اولین رئیس‌جمهور مسیحی ارتدوکس شرقی می‌بود. اسپیرو اگنیو، یونانی-آمریکایی، اولین معاون رئیس‌جمهور از قوم سفید بود که انتخاب شد. جو بایدن اولین غیر پروتستان و اولین معاون کاتولیک رومی بود که به عنوان معاون رئیس‌جمهور انتخاب شد. به غیر از بایدن، شش نامزد کاتولیک سفیدپوست معاون ریاست جمهوری در تاریخ آمریکا وجود داشتند: ویلیام میلر (R-1964)، اد ماسکی (D-1968)، توماس ایگلتون (D-1972، به‌طور خلاصه)، سارجنت شرایور (D-1972)، جرالدین. فرارو (D-1984)، و پل رایان (R-2012). مایک پنس در یک خانواده کاتولیک رومی با تبار جزئی ایرلندی بزرگ شد اما از آن زمان به پروتستانتیسم انجیلی گرویده‌است. نانسی پلوسی اولین ایتالیایی-آمریکایی بود که رئیس مجلس شد، در حالی که کوین مک‌کارتی اولین جمهوری‌خواه ایتالیایی-آمریکایی است که رئیس مجلس شد. مک‌کارتی نیز پدرش اصالتاً ایرلندی دارد.

## سیاست شهری
در نیمه اول قرن بیستم ، کفش‌های پاشنه‌دار قوم سفید بر در شهرهای بزرگ آمریکا بر سیستم سیاسی دموکرات‌ها تسلط داشتند. پاشنه‌داران اغلب از کاتولیک‌های ایرلندی بودند که در اتحاد نزدیک با قومیت‌های دیگر، مانند یهودیان اشکنازی و ایتالیایی‌ها در شهر نیویورک و آمریکایی‌های لهستانی‌تبار و دیگر اروپایی‌های شرقی در شیکاگو، قرار داشتند. با این حال، بسیاری از آن‌ها حزب دموکرات را ترک کردند، زیرا از اواخر دهه ۱۹۶۰ به چپ سیاسی مایل شده بود، و قوم سفید به یکی از گروه‌های کلیدی در میان دموکرات‌های محافظه‌کار ریگان در طول دهه ۱۹۸۰ تبدیل شدند.
با افزایش حومه‌نشینی و تداوم یکسان‌سازی اقوام سفید و جایگزینی متعاقب آن‌ها با گروه‌های مهاجر جدیدتر، بسیاری از قوم سفید باقی مانده در اوایل قرن بیست و یکم قدرت سیاسی خود را در سیاست شهری از دست داده‌اند.